# Quién sabe dónde
Quién sabe dónde fue un programa de televisión de España de telerrealidad, presentado por Paco Lobatón y emitido por Televisión Española entre 1992 y 1998, cuya finalidad era encontrar personas desaparecidas. Fue uno de los programas de mayor popularidad y audiencia de los años 1990 en España, recibiendo también varios premios como el TP de Oro.

## Historia
La idea original del programa surge de una propuesta del diputado del CDS Francisco Javier Moldes Fontán en 1989, aceptada por el Congreso de los Diputados y que el PSOE presentó a Televisión Española en 1990. También se ha considerado una adaptación del programa italiano Chi l'ha visto?, estrenado por la RAI el 30 de abril de 1989.
Tras diferentes borradores de guion y preproducción durante el año 1991, el programa se estrenó el 5 de marzo de 1992 en TVE 2, siendo presentado y dirigido por Ernesto Sáenz de Buruaga. A partir de su segunda temporada, estrenada en octubre de 1992, pasó a emitirse en el prime time de TVE 1, sustituyendo Paco Lobatón a Buruaga. En uno de los programas apareció el vidente Octavio Aceves, cosa que disgustó tanto a Lobatón que llegó a presentar su dimisión. Dicha dimisión no se llegó a hacer efectiva, ya que el periodista llegó a un acuerdo con la cadena para renegociar su contrato.
El programa se despidió de antena en junio de 1998, tras ser vetado por TVE, siguiendo instrucciones del Gobierno de José María Aznar y de altos cargos provenientes del franquismo, por comenzar a investigar la trama de bebés robados. Esta trama era conocida desde 1982 por un artículo en Interviú, pero pasó desapercibida para la opinión pública hasta 2011 (oficialmente la causa fue que la productora de Lobatón, Redacción 7, y la cadena no llegaran a un acuerdo de renovación).[cita requerida]
A lo largo de la historia del programa se presentaron 2.750 casos de desaparecidos, de los que un 70% fueron resueltos.
En 2015, regresa el formato a TVE, con Paco Lobatón como presentador, siendo una sección del magacín La mañana de La 1.
En enero de 2018, el programa regresa al prime time La 1 bajo el nombre de Desaparecidos, y presentado por Silvia Intxaurrondo y copresentado por Paco Lobatón. El programa fue retirado en abril del mismo año por sus bajas audiencias.

## Formato
En cada programa se daban a conocer los casos de ciudadanos desaparecidos que eran buscados por sus allegados. A lo largo del espacio se mostraban imágenes, reportajes y entrevistas en directo con los familiares de los desaparecidos, apelando a la audiencia a colaborar y aportar información para su localización.

## Audiencias
A lo largo de su historia el programa promedió un 33% de cuota de pantalla, siendo líder habitual en su franja horaria.
El espacio alcanzó sus mejores registros en 1993, coincidiendo con el "Caso de las niñas de Alcácer". El 24 de marzo de 1993 logró situarse como el programa de emisión regular más visto del año, con 9.085.000 espectadores y un 54,0% de share. En total, durante 1993 Quién sabe dónde situó 23 de sus emisiones entre los 50 programas más vistos del año.

### Programas

#### Primera temporada
| N.º (serie) | N.º (temp.) | Título                                          | Fecha de emisión    | Audiencia |
| --- | ----------- | ----------------------------------------------- | ------------------- | --------- |
| 1 | 1           | «Niños desaparecidos»                           | 5 de marzo de 1992  | —         |
| 2 | 2           | «Desaparecidos en el mar»                       | 12 de marzo de 1992 | —         |
| 3 | 3           | «David Guerrero, el niño pintor de Málaga»      | 19 de marzo de 1992 | —         |
| Con la intervención de padres y hermanos de David Guerrero; Eduardo Úrculo (pintor); directora del colegio y tutor de David Guerrero; Octavio Aceves (vidente); Enrique Martínez Reguera (psicólogo); y Juan Luis Allende del Campo (grafólogo). |             |                                                 |                     |           |
| 4 | 4           | «Los que se fueron a por tabaco»                | 26 de marzo de 1992 | —         |
| 5 | 5           | «Traficantes de esperanzas: las sectas»         | 2 de abril de 1992  | —         |
| Con la intervención de José Rodríguez (periodista); María Rosa Boladera (presidenta de la Asociación Pro Juventudes); Antonia Montero y su hija Sara Garcés, que perteneció a una secta; John Caban (crítico de las sectas de la cienciología); Juan Manuel del Pozo (diputado del PSOE); y Manuel García, que estuvo integrado en los Humanistas de León. |             |                                                 |                     |           |
| 6 | 6           | «Secuestros»                                    | 9 de abril de 1992  | —         |
| Con la intervención de Melodie Nackachian y sus padres; Enrique Castro; Javier Rupérez; Ángel María Ruiz (abogado); y Fernando Claramunt (psiquiatra). |             |                                                 |                     |           |
| 7 | 7           | «OVNI: se los llevaron»                         | 16 de abril de 1992 | —         |
| 8 | 8           | «Misterios sin resolver: el niño de Somosierra» | 23 de abril de 1992 | —         |
| 9 | 9           | «Cadáveres sin identificar»                     | 30 de abril de 1992 | —         |
| Con la intervención de María Castellano Arroyo (catedrática de Medicina Legal de la Universidad de Zaragoza); Marisol Rodríguez Calvo (profesora de Medicina Legal de la Universidad de Santiago); y Luis Fontela Carreras (forense). Repaso del programa de TVE 112, con la reconstrucción de la vida de una mujer fallecida en las calles de Madrid.     |             |                                                 |                     |           |
| 10 | 10          | «Mujeres abandonadas»                           | 12 de mayo de 1992  | —         |
| 11 | 11          | «El niño de Somosierra»                         | 19 de mayo de 1992  | —         |
| 12 | 12          | «La búsqueda»                                   | 26 de mayo de 1992  | —         |
| 13 | 13          | «Los bebés del Clínico de Barcelona»            | 2 de junio de 1992  | —         |
| 14 | 14          | «Los niños de la fantasía»                      | 9 de junio de 1992  | —         |
| 15 | 15          | «La hipótesis»                                  | 16 de junio de 1992 | —         |
| 16 | 16          | «Casos resueltos»                               | 23 de junio de 1992 | —         |

#### Segunda temporada
| N.º (serie) | N.º (temp.) | Título                                           | Fecha de emisión        | Audiencia |
| --- | ----------- | ------------------------------------------------ | ----------------------- | --------- |
| 1 | 1           | «Programa 1»                                     | 14 de octubre de 1992   | —         |
| 2 | 2           | «Programa 2: El caso del navegante desaparecido» | 21 de octubre de 1992   | —         |
| 3 | 3           | «Programa 3»                                     | 4 de noviembre de 1992  | —         |
| 4 | 4           | «Programa 4»                                     | 11 de noviembre de 1992 | —         |
| 5 | 5           | «Programa 5»                                     | 18 de noviembre de 1992 | —         |
| 6 | 6           | «Programa 6»                                     | 25 de noviembre de 1992 | —         |
| 7 | 7           | «Programa 7»                                     | 2 de diciembre de 1992  | —         |
| 8 | 8           | «Programa 8»                                     | 9 de diciembre de 1992  | —         |
| Casos: la búsqueda de las tres niñas de Alcácer, la desaparición de un niño de diez años del barrio madrileño de Villaverde y el caso de un asturiano de 36 años que tras un desengaño amoroso se marchó de casa hace cuatro años. |             |                                                  |                         |           |
| 9 | 9           | «Programa 9: Las niñas de Alcásser»              | 16 de diciembre de 1992 | —         |

#### Tercera temporada
| N.º (serie) | N.º (temp.) | Título                                         | Fecha de emisión      | Audiencia         |
| ----------- | ----------- | ---------------------------------------------- | --------------------- | ----------------- |
| —           | 1           | «Programa 1»                                   | 13 de enero de 1993   | 8 456 000 (56,4%) |
| —           | 2           | «Programa 2»                                   | 20 de enero de 1993   | —                 |
| —           | 3           | «Programa 3»                                   | 26 de enero de 1993   | 7 435 000 (43,1%) |
| —           | 4           | «Programa 4: Salvadora Cordero y Juan Marañón» | 3 de febrero de 1993  | 8 800 000 (54,9%) |
| —           | 5           | «Programa 5»                                   | 10 de febrero de 1993 | 6 896 000 (44,4%) |
| —           | 6           | «Programa 6: Antonio Carlos»                   | 17 de febrero de 1993 | 7 579 000 (48,7%) |
| —           | 7           | «Programa 7: el trágico final de Susana Ruiz»  | 3 de marzo de 1993    | 8 980 000 (56,6%) |

## Premios
- TP de Oro al Mejor Programa de documentales y debate en 1992 y 1993.
- TP de Oro al Mejor Programa de reportajes, debate y documentales en 1994.
- Premio ASET-94 al director del programa
- Premio GECA Récord de Audiencia en 1995 en categoría de magacines.